# Congrès eucharistique

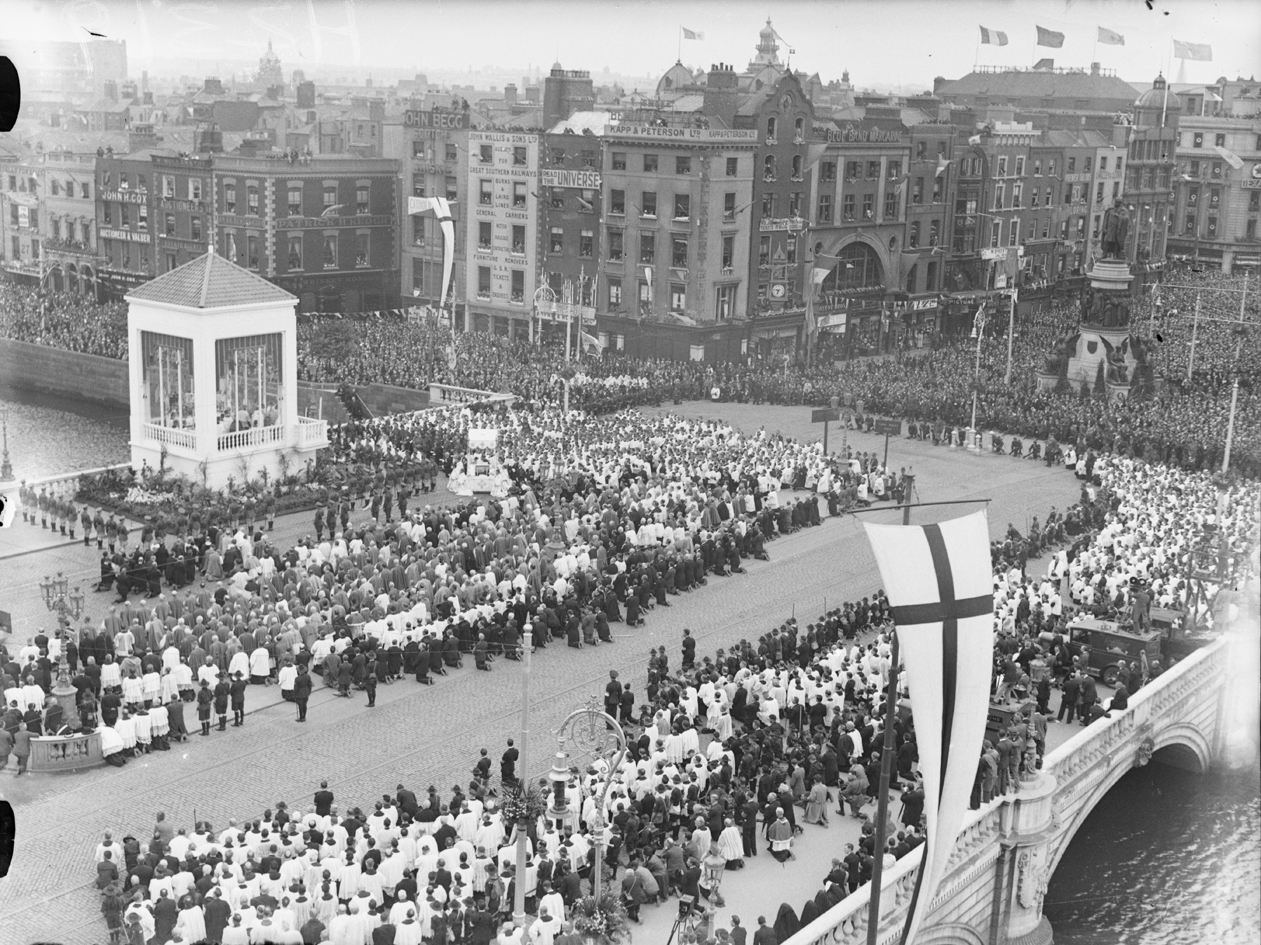
Messe célébrée à la fin du congrès à Dublin de juin 1932.

Un congrès eucharistique est un rassemblement de clercs et de laïcs en vue de l'évangélisation par l'adoration de la Sainte Eucharistie.
La présence réelle de Jésus-Christ dans l'Eucharistie est l'un des principaux dogmes de la foi catholique, et l'Église la considère comme le trésor le plus précieux qui lui ait été laissé. Les congrès ont pour bienfait de concentrer les pensées des fidèles sur le "mystère de l'autel" et de faire connaître les moyens par lesquels la dévotion eucharistique puisse être promue et cultivée dans le cœur du peuple.
Il existe des congrès eucharistiques régionaux, nationaux et internationaux.

## Histoire

### XIXesiècle

Corpus Christi.

Inspiré par le Miracle eucharistique de Faverney (1608), le premier congrès eucharistique international a lieu à Lille le 21 juin 1881 à l'initiative d'Émilie Tamisier (1834-1910), aidé de ses confesseurs (Antoine Chevrier, Pierre-Julien Eymard et Mgr de Ségur) et de Philibert Vrau, membre séculier d’une organisation catholique et important industriel lillois.
Ce congrès n'a qu'une audience régionale. Cependant d'année en année les rassemblements deviennent plus importants et rassemblent plus de monde. Le sixième congrès se tient à Paris, en 1888, à la basilique du Sacré-Cœur de Montmartre, dans un contexte politique tendu à cause des lois sur les congrégations. Le suivant a lieu en Belgique à Anvers, où 150 000 personnes reçoivent la bénédiction du cardinal cardinal Goosens. Ce congrès est organisé par Mgr Doutreloux.
Le huitième congrès, qui a lieu à Jérusalem en 1893 est le premier à se tenir hors d'Europe et revêt une importance particulière, alors que les missions protestantes et notamment allemandes s'installent en Terre sainte et que la question ottomane (L'homme malade) fait débat.
En 1893, le cardinal Benoît Langénieux de Reims prend la présidence du Congrès eucharistique de Jérusalem. Reçu dans la Ville Sainte avec les honneurs royaux dus à son titre de légat du Saint-Siège, le cardinal, en face des sectes rivales qui se disputent les lieux saints, représenta l’Église et la France.
En 1894, le Cardinal Benoît Langénieux présidait à Reims le IXe congrès eucharistique ; il devait en 1899, présider encore, avec le titre de légat apostolique, le XIIe congrès, tenu cette fois à Lourdes.

### XXesiècle

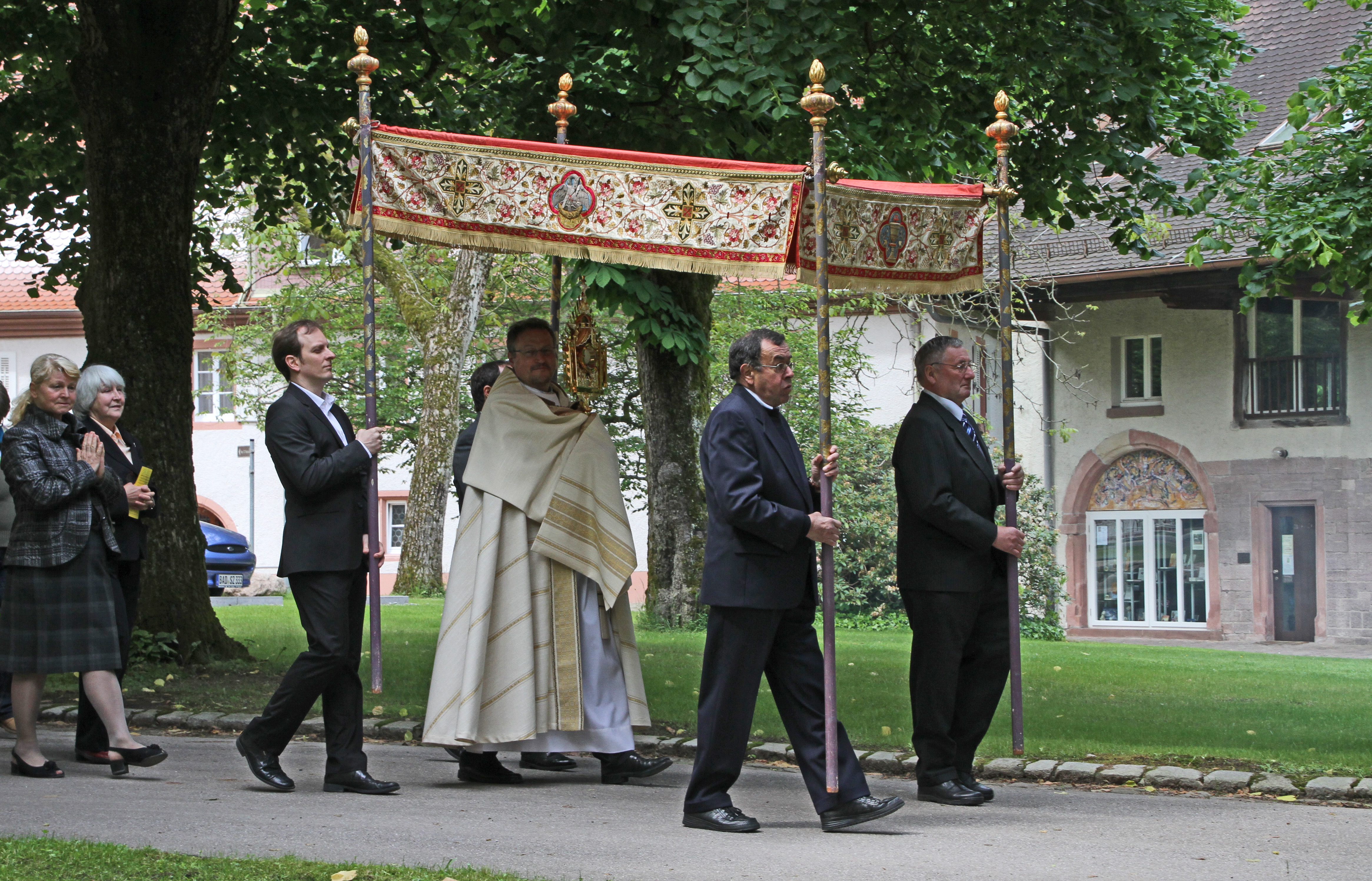
Corpus Christi au monastère Lichtental à Baden-Baden.

Le congrès eucharistique de Metz de 1907 (alors partie de l'Empire allemand) bénéficie d'une suspension de la loi allemande qui interdisait les processions depuis le Kulturkampf de Bismarck. Il est présidé par la cardinal Vincenzo Vannutelli.
À Londres, le congrès eucharistique de 1908 réunit les laïcs et clercs de langue anglaise sous le patronage du cardinal Bourne, celui de Cologne en 1909 les fidèles germanophones.
Le congrès eucharistique de Montréal de 1910 est le premier à se tenir en Amérique et accueille de grandes foules, ainsi que le congrès eucharistique de Vienne en 1912.
Il n'y a plus de congrès eucharistiques internationaux pendant plusieurs années après celui de 1914 qui se déroule à Lourdes les 22-26 juillet, quelques jours avant le déclenchement de la Première Guerre mondiale. Le prochain est organisé à Rome en 1922, alors que Mussolini vient d'effectuer sa marche sur Rome.

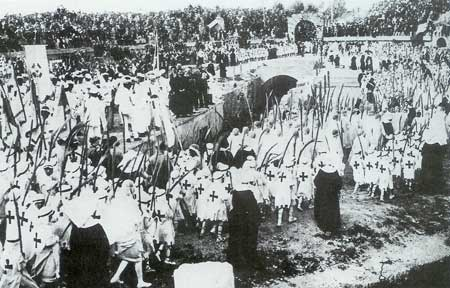
Petites filles des écoles catholiques au congrès eucharistique de Carthage.

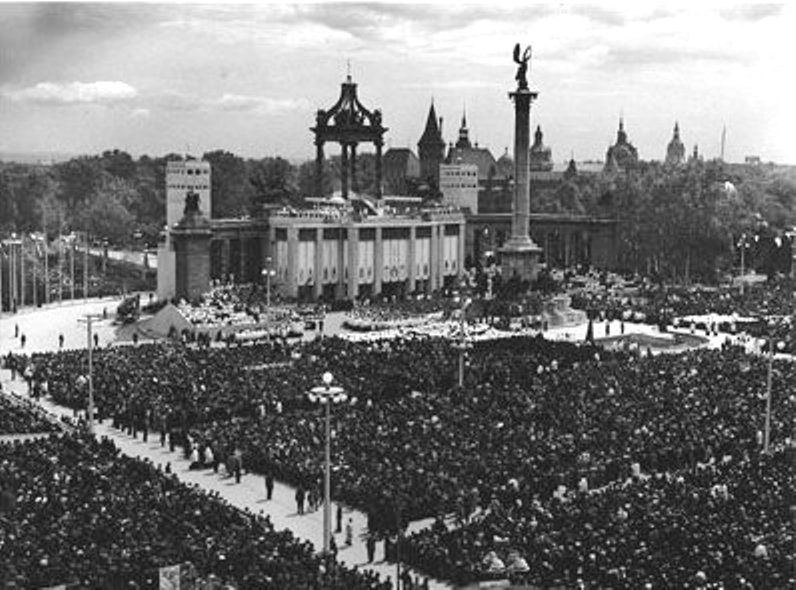
Grand-messe du congrès de Budapest (1938). L'autel est sous la couronne, figurant celle de saint Étienne de Hongrie.

En 1926, le congrès eucharistique est organisé à Chicago. De grandes cérémonies ont lieu en l'église Notre-Dame de Chicago.
Le congrès eucharistique de Carthage, en 1930, premier à se tenir en Afrique, est perçu par certains membres des populations locales comme une provocation, car de jeunes catholiques costumés en croisés rappellent aux musulmans colonisés la victoire des « Francs » sur l'Afrique du Nord.
Le congrès de Dublin de 1932, selon les témoignages de l'époque, est un puissant témoignage de la foi catholique. Il célèbre le 1 500e anniversaire de l'arrivée de saint Patrick en Irlande et son thème est consacré à la mission des Irlandais et de leurs prêtres missionnaires. Plus de trois millions et demi de fidèles de ce petit pays assistent aux cérémonies. Elles seront encore plus nombreuses près de cinquante ans plus tard, lors de la venue de Jean-Paul II.
On prend l'habitude de soumettre après chaque congrès un rapport détaillant les homélies, les discours et les allocutions prononcées.
Le congrès de Budapest en 1938 se déroule dans un contexte politique extrêmement difficile avec la montée des périls. Il est présidé par le cardinal Pacelli qui sera pape moins d'un an plus tard.
Le congrès suivant, le 35e, est prévu du 3 au 9 septembre 1940 à Nice. La guerre va en empêcher sa tenue.
Après une interruption de quatorze ans due à la Seconde Guerre mondiale, le 35e congrès se tient finalement  à Barcelone en 1952 et désenclave l'Espagne de Franco dont les États-Unis se rapprochent à cause de la Guerre froide.
Le congrès eucharistique de Bombay, premier à se tenir en Asie, se tient en 1964 dans les années d'après la décolonisation; celui de Bogota en 1968 est marqué par la montée de l'idéologie de la théologie de la libération et des révolutions étudiantes en Amérique du Nord en Amérique latine et en Europe occidentale. C'est le premier congrès également à faire face aux nouvelles entreprises postconciliaires. Les cérémonies ne sont plus célébrés en latin et une page est définitivement tournée à propos des méthodes d'évangélisation d'hier.
Le lieu du congrès de Philadelphie en 1976 est choisi pour honorer le bicentenaire de l'indépendance des États-Unis alors que  les régimes de certains pays du Tiers-Monde basculent dans le camp soviétique. Le président Gerald Ford, protestant, assiste à une messe. Le congrès est le reflet d'une époque de profondes divisions, même au sein de l'Église. Le thème en est Jésus pain de vie.

### XXIesiècle
Le quarantième-septième congrès international se tient à Rome pendant l'année jubilaire en l'an 2000. C'est le troisième à être tenu dans la ville pétrinienne. Jean-Paul II a repris depuis le début de son pontificat le thème de l'évangélisation qui était mis à mal. De nombreuses foules reviennent à Rome à l'occasion de cette année sainte et de ce congrès. En juin 2012, le 50e congrès eucharistique international a lieu à Dublin. Du 24 au 31 janvier 2016 se tient le 51e congrès eucharistique à Cebu aux Philippines.

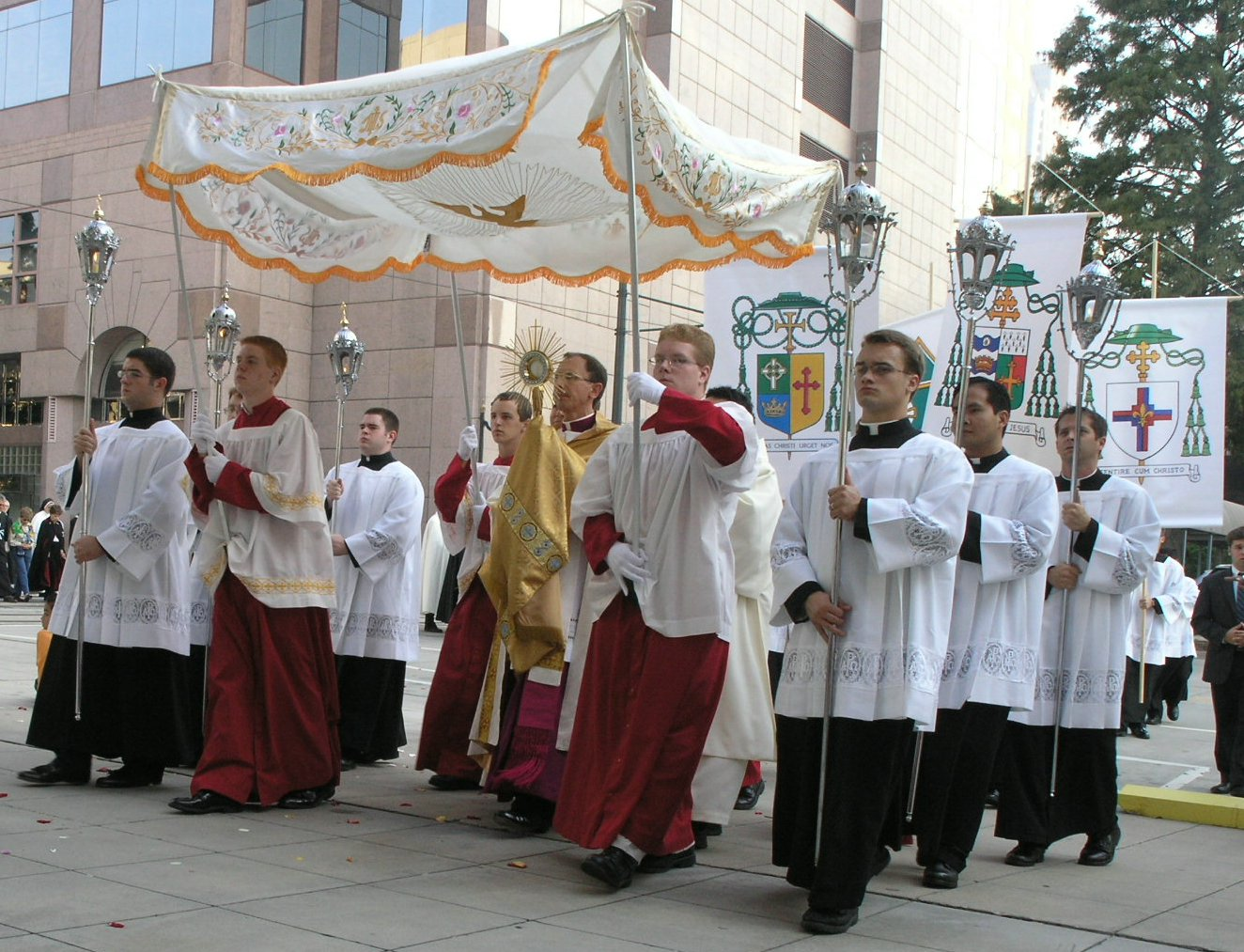
Procession du Saint-Sacrement au congrès eucharistique régional de Charlotte (Caroline du Nord) aux États-Unis en septembre 2005.

À l'époque contemporaine, l'objectif premier des congrès eucharistiques est de rappeler la centralité de l'eucharistie dans la vie de l'Église. Ils sont maintenant également associés au mouvement de la « nouvelle évangélisation ». Ils permettent en effet d'amener progressivement les fidèles à entrer plus profondément dans le mystère des sacrements, ce que le pape Benoît XVI qualifie d'« évangélisation mystagogique qui s’accomplit à l’école de l’Église en prière, à partir de la liturgie et par la liturgie ».

#### 2012 Dublin (Irlande)
Le 50e congrès eucharistique international a lieu à Dublin, en Irlande, sous la présidence de Mgr Diarmuid Martin, archevêque de Dublin. Il se déroule du 10 juin 2012, solennité du Corps et du Sang du Seigneur (Fête-Dieu), jusqu’au 17 juin 2012. Le thème du congrès est « l'Eucharistie : Communion avec le Christ et entre nous ». Ce choix de thème est en lien avec les textes du concile Vatican II, et particulièrement le paragraphe 7 de Lumen Gentium. L'année 2012 marque en effet le cinquantième anniversaire de l'ouverture du concile. L'organisation en est confiée au père Kevin Doran.
Le pape Benoît XVI a en outre établi un lien entre la tenue de ce congrès eucharistique et le renouveau qu'il appelle de ses vœux pour l'Église en Irlande.

#### 2016 Cebu (Philippines)

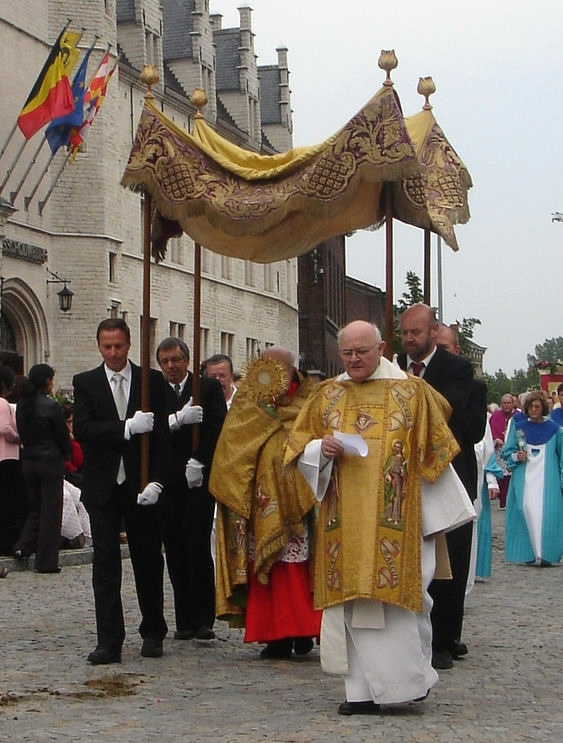
Le cardinal Godfried Danneels (visage caché) tenant l'ostensoir avec un voile huméral autour des épaules, 2007.

Le 51e congrès eucharistique se tient à Cebu, la première île des Philippines à avoir accueilli la foi catholique à partir du 24 janvier 2016 jusqu'au 31 janvier 2016. L'événement qui mobilise près de 5000 bénévoles et accueille plus de 15 000 pèlerins a pour thème le passage de l’Évangile « Le Christ est parmi vous, lui, l’espérance de la gloire ».
Un des objectifs de la semaine est de montrer l’importance de l’Eucharistie dans la vie et la mission de l’Église catholique. Plusieurs conférences, groupes de discussion, temps de prière, processions et des événements culturels sont proposés à cette occasion dans différents lieux de la ville.

#### 2021 Budapest (Hongrie)
Le 52e Congrès eucharistique international s'est tenu à Budapest du 5 au 12 septembre 2021, en Hongrie, est publié sur le site du Congrès. Le pape François a présidé la messe de clôture le 12 septembre à 11h30, Place des Héros.

#### 2024 Quito (Équateur)
Après Budapest en 2021, le 53e Congrès eucharistique international aura lieu en Équateur du 8 au 15 septembre 2024 à Quito, avec pour devise : Fraternité pour guérir le monde. Vous êtes tous frères et sœurs (Mt 23,8), « chercher à manifester la fécondité de l'Eucharistie pour l'évangélisation et le renouvellement de la foi sur le continent latino-américain ».

## Congrès national

### 2023 Lubumbashi (République Démocratique du Congo)
Le 3e Congrès eucharistique national de la République Démocratique du Congo a ouvert le dimanche 4 juin 2023 à Lubumbashi. Des délégations des 48 diocèses du pays et d’ailleurs y ont effectué le déplacement pour cet événement national, qui s'est tenu jusqu’au 11 juin.

### 2024 Indianapolis (États-Unis)

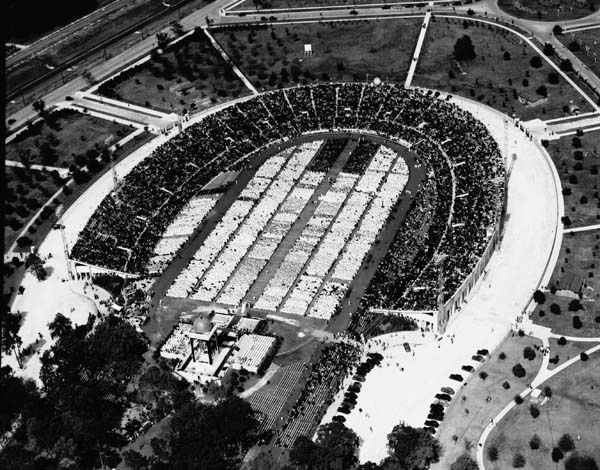
Parc municipal de la Nouvelle-Orléans États-Unis : City Park Stadium (rebaptisé plus tard). Vue aérienne du stade rempli de fidèles lors du Congrès eucharistique national, 1938.

À l'occasion du 10e congrès eucharistique national qui doit se tenir du 17 au 21 juillet 2024 à Indianapolis, dans l'Indiana, quatre processions eucharistiques vont traverser les États-Unis, du nord au sud et d'est en ouest, constituant « le plus grand pèlerinage eucharistique de l'histoire ». Au total près de cent mille pèlerins pourraient y participer. Ce congrès a lieu 130 ans après la première convention eucharistique des États-Unis. Celle-ci s'est tenue en juillet 1894 à l'Université Notre-Dame (Indiana) sous la houlette du Père Bede Maler, OSB et de Mgr Pierre-Joseph Hurth, CSC, alors président de l'université saint Édouard (Texas). 

## Chronologie des congrès eucharistiques internationaux
1. Lille : 1881
2. Avignon : 1882
3. Liège : 1883
4. Fribourg : 1885
5. Toulouse : 1886
6. Paris : 1888
7. Anvers : 1890
8. Jérusalem : 1893
9. Reims : 1894
10. Paray-le-Monial : 1897
11. Bruxelles : 1898
12. Lourdes : 1899
13. Anvers : 1901
14. Namur : 1902
15. Angoulême : 1904
16. Rome : 1905
17. Tournai : 1906
18. Metz : 1907
19. Londres : 1908
20. Cologne : 1909
21. Montréal : 1910- voir  :  Congrès eucharistique de Montréal
22. Madrid : 1911
23. Vienne : 1912
24. Malte : 1913
25. Lourdes : 1914
26. Rome : 1922
27. Amsterdam : 1924
28. Chicago : 1926
29. Sydney : 1928
30. Carthage : 1930
31. Dublin : 1932
32. Buenos Aires : 1934[17]
33. Manille : 1937
34. Budapest : 1938
35. Barcelone : 1952
36. Rio de Janeiro : 1955
37. Munich : 1960
38. Bombay : 1964
39. Bogotà : 1968
40. Melbourne : 1973
41. Philadelphie : 1976
42. Lourdes : 1981
43. Nairobi : 1985
44. Séoul : 1989
45. Séville : 1993
46. Wrocław : 1997
47. Rome : 2000
48. Guadalajara : 2004
49. Québec : 2008- voir  :  Congrès eucharistique de Québec[18]
50. Dublin : 2012
51. Cebu : 2016
52. Budapest : 2021[19]
53. Quito : 2024[20]

## Chronologie des congrès eucharistiques nationaux français

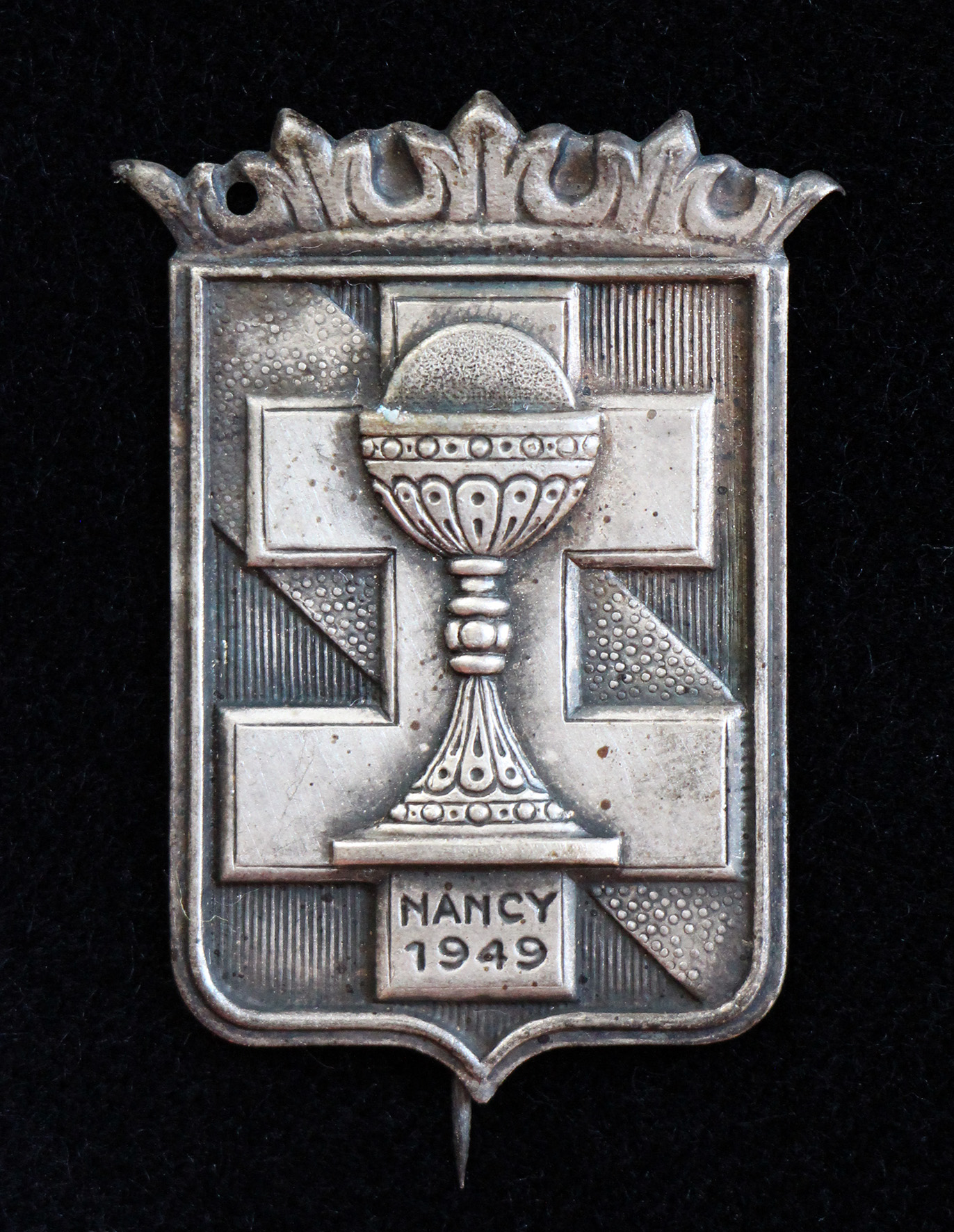
L'insigne des participants au Congrès eucharistique national tenu à Nancy en 1949.

Les congrès eucharistiques français ont lieu généralement au début du mois de juillet.
- 1er congrès : Faverney, (Haute-Saône) 1908
- 2e congrès : Ars, (Ain) 1911
- 3e congrès : Paray-le-Monial, (Saône-et-Loire) 1921
- 4e congrès : Paris, 1924
- 5e congrès : Rennes, (Ille-et-Vilaine) 1925[21]
- 6e congrès : Lyon,  (Rhône) 1927
- 7e congrès : Bayonne, (Pyrénées-Atlantiques) 1929[22]
- 8e congrès : Lille, (Nord) 1931
- 9e congrès : Angers, (Maine-et-Loire) 1933
- 10e congrès : Strasbourg, (Bas-Rhin) 1935[23]
- 11e congrès : Lisieux, (Calvados) 1937
- 12e congrès : Alger, 1939[24]
- 13e congrès : Nantes, (Loire-Atlantique) 1947
- 14e congrès : Nancy,  (Meurthe-et-Moselle) 1949
- 15e congrès : Nîmes, (Gard) 1951
- 16e congrès : Rennes, (Ille-et-Vilaine) 1956[25]
- 17e congrès : Lyon, (Rhône) 1959

## Organisateurs pionniers des congrès eucharistiques internationaux
- Mgr de La Bouillerie
- Mgr Doutreloux (1890)
- Mgr Dusquenay
- Mgr Heylen
- Mgr Mermillod
- Mgr Gaston de Ségur (1881)